# Allenhurst (Géorgie)
Pour les articles homonymes, voir Allenhurst.
Allenhurst est une ville américaine située dans le comté de Liberty, en Géorgie. Selon le recensement de 2020, sa population est de 816 habitants.